# Biosteres toulonus
Biosteres toulonus är en stekelart som först beskrevs av Fischer 1964.  Biosteres toulonus ingår i släktet Biosteres och familjen bracksteklar. Inga underarter finns listade.